# Nemtiemsaef II.
Nemtiemsaef II., in anderer Lesung Antiemsaef II. (wohl fälschlich auch als Merenre II. geführt) war der sechste König (Pharao) der altägyptischen 6. Dynastie im Alten Reich. Er regierte kurzzeitig um 2180 v. Chr. Seine Herrschaft fällt in den Übergang des sich auflösenden Alten Reichs zur Ersten Zwischenzeit.

## Belege

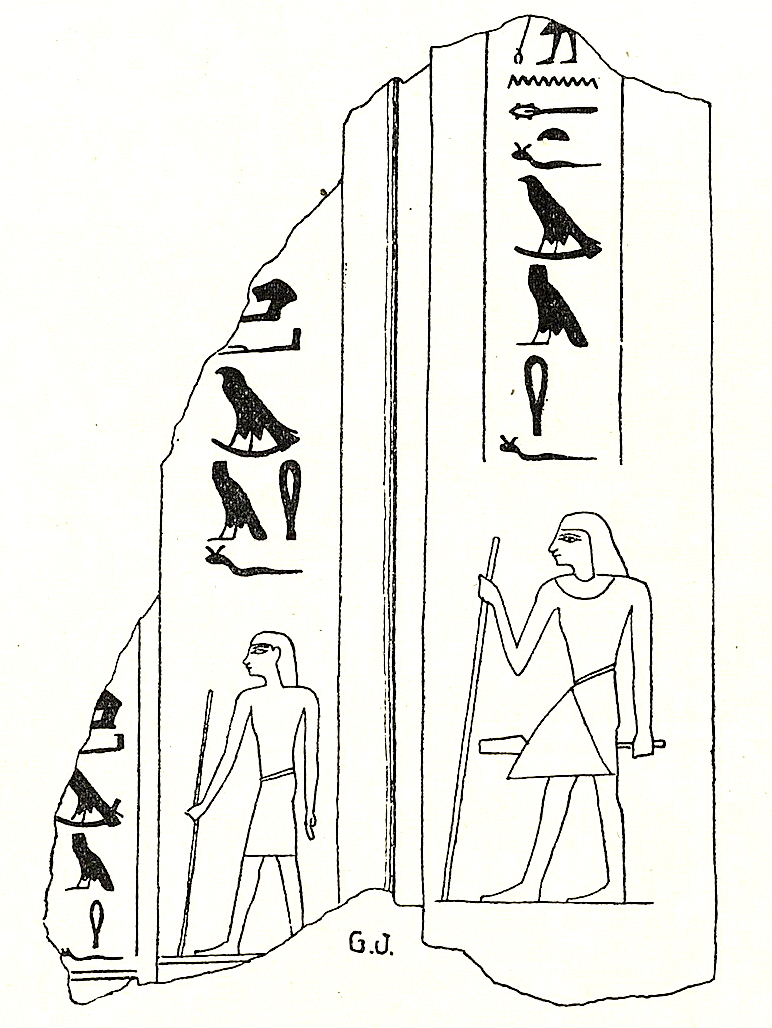
Scheintürfragment von Nemtiemsaef II. aus der Umgebung der Neith-Pyramide

Es existieren nur zwei zeitgenössische Denkmale aus Nemtiemsaefs Lebzeiten, die sich ihm mit einiger Sicherheit zuordnen lassen. Bei dem ersten handelt es sich um eine zerstörte Scheintür, die in der Umgebung der Königinnenpyramide der Neith in Sakkara gefunden wurde. Diese wurde bereits angefertigt, als Nemtiemsaef noch Kronprinz war.
Das einzige Dokument, das sich möglicherweise der Zeit nach seiner Thronbesteigung zuordnen lässt, ist ein Kultdekret für die Priesterschaft der Königsmütter Anchenespepi I. und Neith, das im Totentempel der Neith-Pyramide gefunden wurde.
Nach Silke Roth könnte ihm noch ein drittes Dokument zugeordnet werden. Hierbei handelt es sich um ein wohl nachträglich verändertes Relieffragment aus dem Totentempel der Neith, das einen stark zerstörten Thronnamen trägt.
In den späteren Königslisten wird er lediglich in der Königsliste von Abydos und im Königspapyrus Turin (beide 19. Dynastie, Neuen Reich) aufgeführt. In letzterem ist sein Namenszug allerdings nicht erhalten.

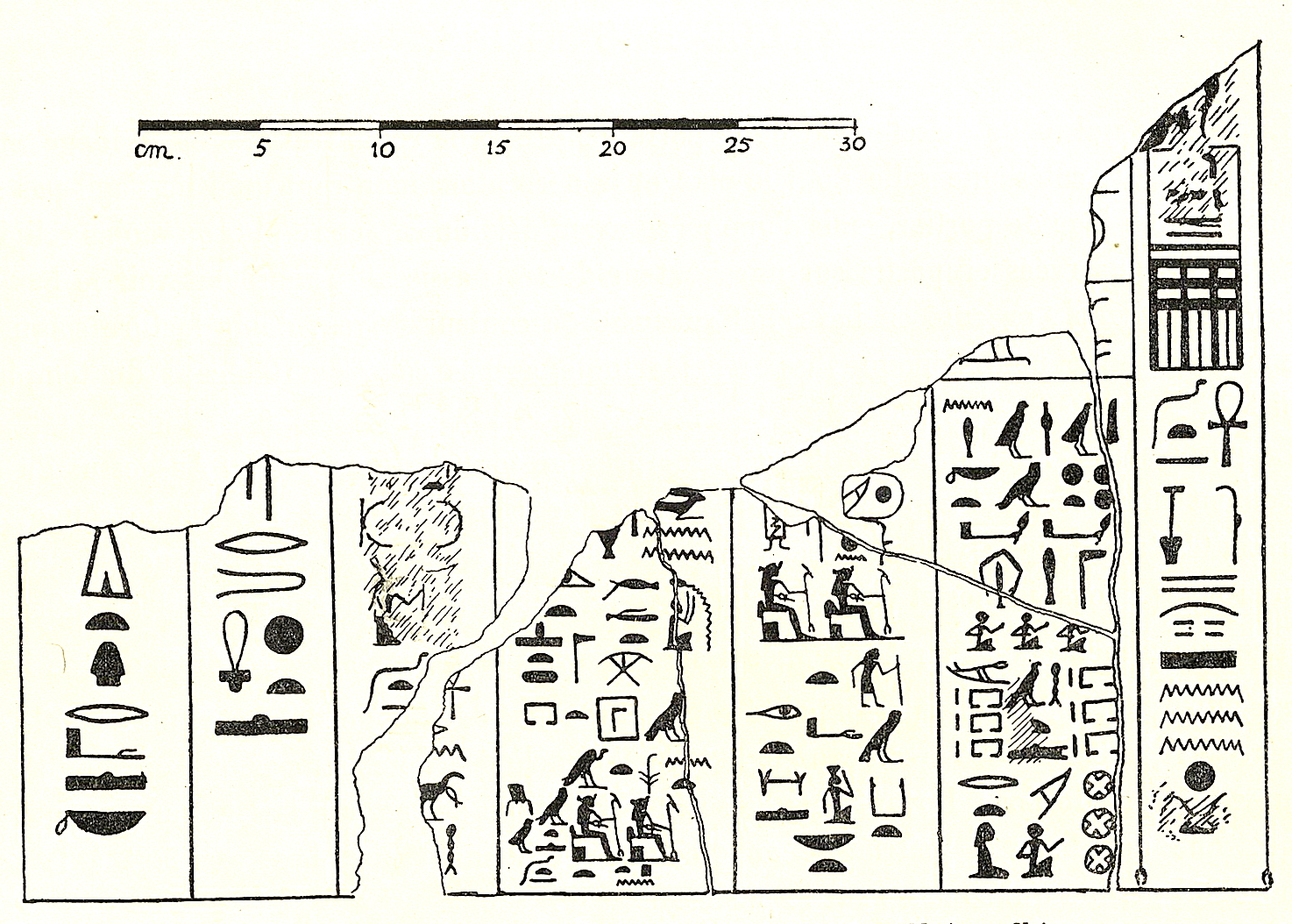
Kultdekret mit möglichem Horusnamen (oben rechts)
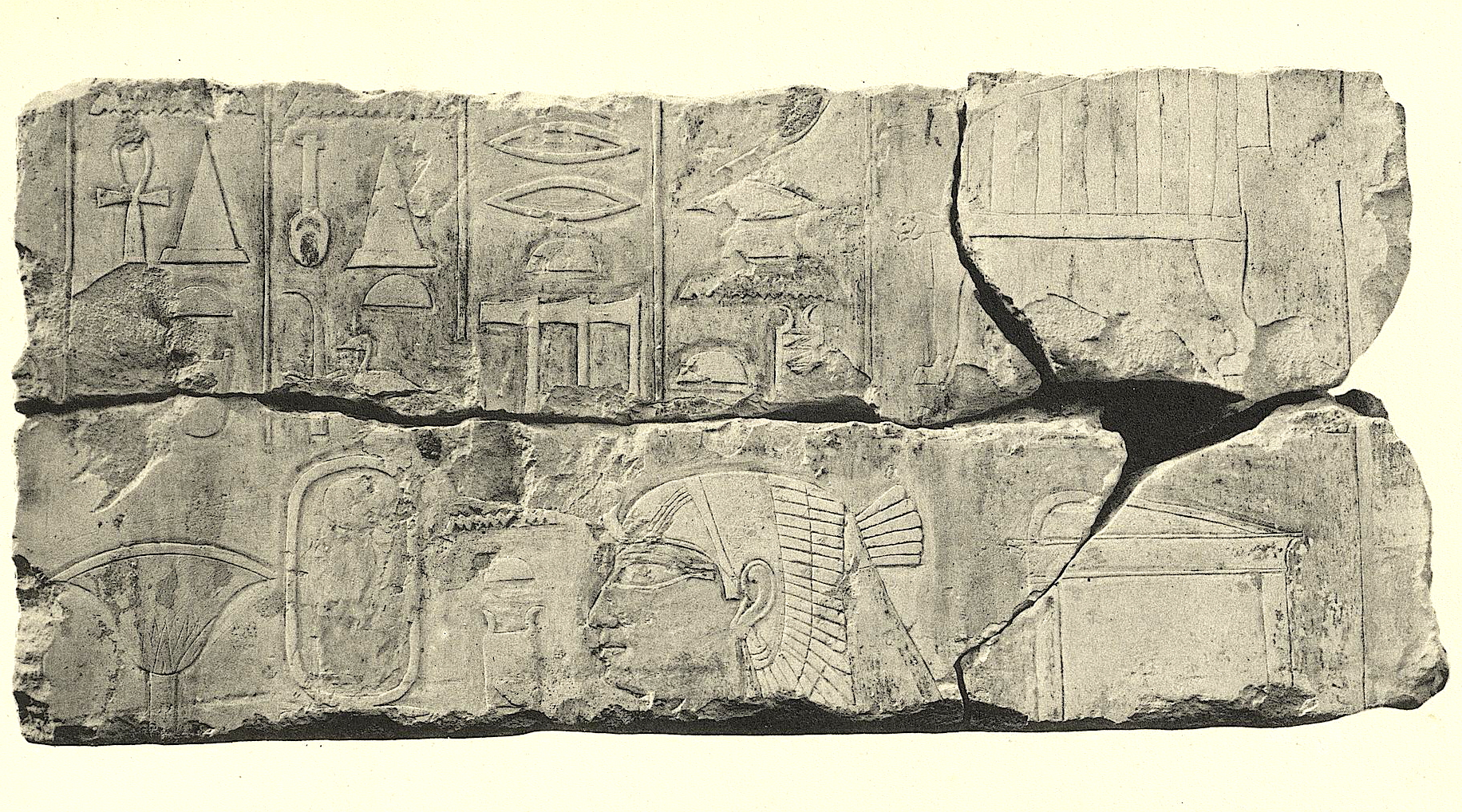
Relieffragment aus dem Totentempel der Neith. Der stark beschädigte Königsname in der Kartusche vor dem Gesicht der Königin könnte als Anchkare zu lesen sein

## Name und Nummerierung
Der König trug den Eigennamen Nemtiemsaef beziehungsweise in anderer Lesart Antiemsaef („(Der Gott) Nemti (bzw. Anti) ist sein Schutz“). Diesen Namen trug er bereits als Kronprinz, was durch die Bezeichnung Sa-nesu semsu Nemtiemsaef („Ältester Königssohn Nemtiemsaef“) auf dem Scheintür-Fragment aus der Umgebung der Neith-Pyramide belegt ist. Er wird in der wissenschaftlichen Literatur meist mit der Nummerierung Nemtiemsaef II./Antiemsaef II. geführt, um ihn von Merenre zu unterscheiden, der den gleichen Eigennamen trug. Ob Nemtiemsaef II. ebenfalls den Thronnamen Merenre („Der von Re geliebt wird“) trug, ist unklar. Zeitgenössische Belege hierfür sind nicht überliefert. Lediglich in der unter Sethos I. entstandenen Königsliste von Abydos wird er als „Merenre-Djefaemsaef“ (Verschreibung von „Merenre-Nemtiemsaef“) geführt. Hierbei dürfte es sich nach der vorherrschenden Auffassung der Ägyptologen aber wohl um den Kopierfehler eines Schreibers handeln. Dennoch wird er in der Fachliteratur sowohl unter seinem Eigennamen als auch unter dem nur hypothetischen Thronnamen „Merenre II.“ und dessen gräzisierter Namensform „Menthesuphis II.“ geführt.
Nach Silke Roths Lesung des Relieffragments aus dem Totentempel der Neith könnte der Thronname des Königs Anchkare gelautet haben. Er könnte somit identisch sein mit einem nur aus einem aus Elephantine stammenden Brief (Papyrus Berlin 10523) bekannten König, dessen Thronname als Anchkare oder Sechemkare gelesen wird. Da der Thronname auf dem Relieffragment aber weder eine Verbindung zu einem Eigennamen noch eine Verwandtschaftsbeziehung zu Königin Neith aufweist, muss seine Zuordnung zu Nemtiemsaef vorerst hypothetisch bleiben.
Auf dem Kultdekret aus dem Totentempel der Neith ist neben einem völlig unleserlichen Überrest eines Thronnamens noch der Rest eines Horusnamens erhalten, der als Se-…-taui („Der die beiden Länder …“) gelesen werden kann.

## Herkunft und Familie
Nemtiemsaef II. war ein Sohn von König Pepi II. und dessen Gemahlin Neith. Ein Halbbruder war der spätere König Neferkare Nebi. Weitere mögliche Brüder oder Halbbrüder waren Nebkauhor-Idu und Ptahschepses. Über Frauen und Kinder Nemtiemsaefs ist nichts bekannt. Abgesehen von Neferkare Nebi ist das familiäre Verhältnis zu den zahlreichen nur sehr kurz regierenden Königen der 8. Dynastie völlig unklar.

## Herrschaft

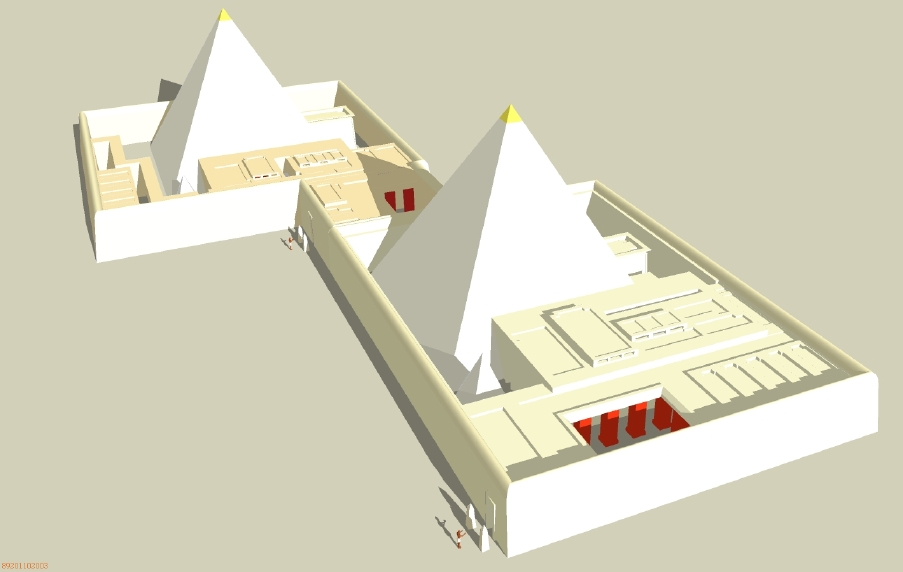
Modell der Königinnenpyramiden der Neith (vorn) und der Iput II. Im Eingangsbereich des Totentempels der Neith wurde ein Kultdekret gefunden, dass sich möglicherweise Nemtiemsaef II. zuordnen lässt.

Nemtiemsaef II. regierte nur sehr kurz. Im Königspapyrus Turin werden für ihn nur ein Jahr und ein Monat angegeben. Auch der im 3. Jahrhundert v. Chr. lebende ägyptische Priester Manetho nennt nur ein Jahr. Diese Angaben werden in der Forschung allgemein akzeptiert. Nemtiemsaef muss schon ein betagter Herr gewesen sein, als er seinem Vater Pepi II. nach dessen sehr langer Herrschaft auf den Thron folgte. Eine erneute Festigung des sich auflösenden Alten Reiches ist diesem Pharao nicht gelungen, die Macht der Gaufürsten war wohl zu groß geworden. Abgesehen von dem Erlass eines Kultdekrets für die Priesterschaft der Anchenespepi I. und der Neith sind keine Einzelheiten aus seiner Regierungszeit bekannt. Es existieren keine Hinweise darauf, dass mit dem Bau einer königlichen Pyramidenanlage begonnen wurde. Sollte aber dennoch ein Grabmal existieren, wäre sein Standort wohl in der Nähe der Pepi-II.-Pyramide in Sakkara zu vermuten.

## Legenden um seinen Tod
Nach einer legendenhaften Überlieferung des griechischen Geschichtsschreibers Herodot aus dem 5. Jahrhundert v. Chr. soll Nemtiemsaef II. vom ägyptischen Volk ermordet worden sein. Seine Schwester und Amtsnachfolgerin Nitokris habe daraufhin seinen Tod gerächt und anschließend Selbstmord begangen. Ob Teile dieser Geschichte auf Tatsachen beruhen, ist unklar. Zumindest die Existenz einer Königin Nitokris kann mittlerweile als widerlegt angesehen werden, da ihr Namenseintrag im Turiner Königspapyrus auf die Verlesung eines männlichen Herrschernamens zurückgeht.

## Moderne Rezeption
Der amerikanische Schriftsteller Tennessee Williams machte die bei Herodot geschilderte Rachetat zum Gegenstand seiner ersten veröffentlichten Kurzgeschichte, The Vengeance of Nitocris, die  1928 im Magazin Weird Tales erschien. Nemtiemsaef tritt in dieser Geschichte allerdings nur als namentlich nicht genannter Pharao auf.
1943 veröffentlichte der ägyptische Schriftsteller Nagib Mahfuz seinen zweiten Roman Radubis. In dieser teils von realer Vergangenheit, teils von Legenden inspirierten Geschichte ist Pharao Nemtiemsaef II. (im Roman Merenre II.) mit einer Königin namens Nitocris verheiratet, beginnt aber einer Affäre mit der Kurtisane Radubis, was zu politischen Problemen und Intrigen am Hof führt. Die Figur der Radubis ist angelehnt an die Hetäre Rhodopis aus dem 6. Jahrhundert v. Chr., welcher nach Herodot der Bau der Mykerinos-Pyramide zugeschrieben wurde.